# メルド (フランス語)
メルド（フランス語：merde）は、現代フランス語において糞便を指す語である。

## 概要
日常会話において感動詞として悪態に用いられることが多く、その他にも多かれ少なかれ品を欠く用法を数多くもつ。ナポレオン・ボナパルトから芸術家や歴史上の作家、一般大衆に至るまであらゆる社会階層で使用され続けている語である。

フランス語においてはしばしば「カンブロンヌの言葉」le mot de Cambronneという表現で暗に示される。これはイギリス軍将軍チャールズ・コルヴィルに投降を求められたフランス軍将軍ピエール・カンブロンヌが返答としてただ一言この語を発したとされる故事に由来するが、これが歴史的事実かどうかは疑問視されている。
「五文字言葉」les cinq lettresという表現で示されることも多い。

## 語源
メルドという語が最初に確認されるのは1179年、中世フランス王国の動物寓話の集成である『狐物語』Roman de Renart においてであり、ラテン語: merda（メルダ）すなわち「糞（ふん）」もしくは「排泄物」という語から派生した。これ以前の語源ははっきりとしていない。

## 用法

### ヨーロッパのフランス語圏
上述の定義に加え、芸術の世界においては相手に対し幸運を祈る感動詞としても用いられる。この用法は演劇界から始まったもので、芝居が成功していると劇場の裏に繋がれている馬はそこへ大量の糞を残すことになる、というのがその由来である。縁起担ぎとして、この言葉をかけられた役者は礼を返してはならないとされている。

### カナダ
ケベック州およびニューブランズウィック州が中心となるが、さらにオンタリオ州・マニトバ州、さらにアルバータ州・ブリティッシュコロンビア州・サスカチュワン州・ノバスコシア州などの都市においてもよく用いられており、ヨーロッパ風に発音することで気取った感じや話者の教養といったニュアンスを伝えることができるほどである。
カナダ風の発音で感動詞的に用いられる際は「嫌な」あるいは「憎らしい」などを意味する形容詞mauditeがその前に付くことが多い。議論が白熱した局面においては「食べる」を意味する動詞mangerの命令形の直接目的語となる。さらに、話者が個人的な述懐において解決不能な問題に陥っていることを示す場合は「ーの中にいる」être dans la...という表現で用いられる（大阪弁の「どつぼに嵌る」に似ている）。

### その他の言語
フランス語以外の言語とりわけ英語においてこの語はフランスっぽさを豊かに表現するものとなっている。英語を母語とする者にとってこの語は「バゲット」や「ベレー」などと同様の典型的なフランス語常套句である。また、英語の書籍にはフランス語の単語としての「メルド」から始まる書名、あるいはこの語を用いた書名のものが非常に多くみられる。

### 表現の例
- « C'est de la merde » , « /objet/ de merde »
  - 直訳「これは糞だ」「糞のような何か」
  - 意味「これはひどい／くだらない」「ひどい／いまいましい何か」
- « Je vous dis merde »
  - 直訳「あなたに糞と言う」
  - 意味「お前などくそくらえ」または反語として「幸運を」
- « J'ai marché dedans »
  - これは省略表現でありメルドという語は現れないものの、第一の、すなわち有機物の意味において問題なく理解される表現である。
  - 直訳「わたしは（省略）の中を歩く」
  - 意味「わたしは（省略）を踏む」
- « Je me suis foutu dedans »
  - 上の例と同様に省略表現であるがこの場合は意味が異なり、全体としては苦境に陥ることを比喩的に示す表現である。
  - 直訳「わたしは（省略）の中に身を置く」
  - 意味「わたしは間違いをやらかす」
- « Avoir un œil qui dit merde à l'autre »
  - 直訳「他方の目に『くそくらえ』と言っている目を持つ」
  - 意味「やぶにらみである」
- « Avoir de la merde aux yeux »
  - 直訳「両目に糞をもつ」
  - 意味「明白なことが理解できない」
- « Merde alors!»
  - 直訳「もう糞だ」
  - 意味「しまった（しくじった）」
- « Le fouille-merde »
  - 直訳「糞掘り」
  - 意味「ジャーナリスト」
- « Raconter de la merde »
  - 直訳「糞を語る」
  - 意味「滅茶苦茶を言う」
- « Mieux vaut le dire qu'en manger »
  - 直訳「それを言うのはそれを食うに勝る」
  - これはメルドという語を悪態として用いた後に用いる表現である。

### 動詞への派生
名詞派生の自動詞merderは「失敗する」こと、あるいは危険・不吉な結末を予感させる不具合を意味する、非常にくだけた表現である。古くには「排泄する」という意味での用法が確認されている。
merdoyerという動詞も存在し、tlfiでは「（人が）混乱する・ごちゃまぜになる・ 紛糾する・身動きが取れなくなる」の意であると注解されている。

## 政治的局面における使用例
あらゆる者は相応の名誉に値するといわれるが、タレーランの背信を疑ったナポレオンは1809年1月28日、彼に向って「…ああ、貴様は絹の靴下の中の糞だ！」と発言したと伝えられる。タレーランはナポレオンがその場を去った後、居合わせた者に「皆さん何と残念なことでしょうか、あれほど偉大な方がかほどにお育ちが悪いとは！」と嘆いたという。
また19世紀の著名な無政府主義者ラヴァショル（fr:Ravachol）が、1892年7月11日モンブリゾンで処刑される日の朝、『神を糞まみれに』L'bon dieu dans la merdeという革命歌（fr:Pour en finir avec le travail参照）を歌ったことも知られている。

## 文学およびその他の芸術・文化

### 文学
サシャ・ギトリは英雄的な（文字通り英雄が発した）下品さに着想を得た『カンブロンヌの言葉』という戯曲を残している。これは韻文で書かれ、当該の単語は唯一perdeと韻を踏むのみであるが、観客はこれを聞き逃すまいと耳をそばだてることとなる。
20世紀の詩においては、アントナン・アルトーの『神の裁きと訣別するために』Pour en finir avec le jugement de dieuの抜粋である『糞便性の探求』La recherche de la fécalitéを挙げることができる。この詩はロジェ・ブランの暗唱が著名なラジオ録音に記録されている。この詩の初句は極めて強烈である：
これに限らず、アルトーの作品ではこの語は頻出する。
歌謡においては、レオ・フェレがレー島の徒刑囚について歌った『くそくらえヴォーバン』Merde à Vaubanを挙げることができよう。
モーリス・ルブランの戯曲『ルパンの冒険』末尾では、おとなしく降参するように警察に言われたルパンが、「近衛隊は死んでも……（La garde meurt…）」と言い、続けて「私は礼儀正しいので、それだけ言っておこう（Et encore je dis ça parce que je suis poli）」と、「メルド」をあえて言わない。

#### Merdre
アルフレッド・ジャリはその有名な戯曲ユビュ王の中でmerdeの綴り違いの語merdreを作り出し、ユビュ親父の人間性の異様さを示すものとして用いている。これはfinanceをphynanceと綴るのと同種の技巧である。戯曲の冒頭でユビュ親父がユビュ母に向かってこの感動詞を叫び、観客の心理的動揺を誘う。これはこの戯曲の特徴的な要素のひとつとなっている。
またmerdreは13の月からなるジャリのパタフィジック暦の10番目の月の名となっている。

### 美術
- 『芸術家の糞』：1961年、 ピエロ・マンゾーニは一つ当たり30グラムの自分の糞便を封入した90の缶詰を制作し、同質量の黄金の価格でこれらを販売した。

### 映画
- 1937年：Le Mot de Cambronne（監督：サシャ・ギトリ）
- 1997年：Une journée de merde（監督：ミシェル・クルトワ）
- 2008年：Merde（監督：レオス・カラックス、オムニバス映画『TOKYO!』の中の一編）

### 音楽
- 113 Fout La Merde ／113

### 遊戯
- Kilo de merde：52枚のカードを用いる卓上ゲーム

### 動物
- Mouche à merde：ハエの一分類。学名表記Scathophaga stercoraria。双翅目Sarcophagidae科。

### フランス語
- Petite encyclopédie de la vie merdique en Grande Bretagne à l'usage du reste du monde ; Steve Low , Alan McArthur, Traduction: Catherine Gruen, David Ramasseul ; Scali (26 avril 2007). ISBN 2350120821
- Ode à la merde ; Pierre Cusson ; L'Archange Minotaure, 2002. OCLC 83758621
- Je parle plus mieux française que vous et j'te merde! : les joies de la francacophonie ; Alain Stanké ; Montréal : Stanké, 1995. OCLC 34670571
- Merde aux critiques ; Pierre Cabanne ; Paris, Éditions du Quai Voltaire, 1993.
- Le fouille-merde ; Gaston Compère;  Pascal Vrebos ; Bruxelles : Le Cri, 1987. OCLC 26843743
- Histoire de la merde : prologue ; Dominique Laporte ; Paris : C. Bourgois, 1978. OCLC 4438456
- Bordel à merde : poésie ; George Astalos ; Paris : J. Grassin, 1975. OCLC 70481887
- Le marchand de merde, : parade. ; Alexis Piron ; A Mahon : De l'Imprimerie de Gilles Langlois, à l'Enseigne de l'Etrille., M.DCC.LVI. OCLC 43745911
- Histoire et bizarrerie sociales des excréments, des origines à nos jours, par Martin MONESTIER, Paris, Le cherche midi, 1997.

#### 雑誌
- Le Fouteur de merde ：Stéphane de Rosnayによる隔月刊の風刺雑誌

### 英語
- Merde happens ; Stephen Clarke ; London : Bantam, 2007. OCLC 85829305
- Merde : excursions in scientific, cultural, and sociohistorical coprology ; Ralph A Lewin ; New York : Random House, 1999. OCLC 39275835
- Merde! : the real French you were never taught at school ; Geneviève. ; New York : Atheneum, 1986. OCLC 12079089
- Stephen Clarke, A Year in the Merde, Bentam Press, 2004  ISBN 0-59305-453-9
- Stephen Clarke, Merde Actually, Bentam Press, 2005 ISBN 0-59305-477-6

### ドイツ語
- Himmel und Merde : Essays, Satiren, Leitartikel ; Kurt Guss ; Borgentreich : Guss, 2005. OCLC 76743886
- Merde; Karikaturen der Mairevolte, Frankreich, 1968 ; V H Brandes;  H Sylvester ; München, Trikont Verlag 1968. OCLC 22769841
- Hetum Gruber, "On est dans la merde" : Stadtgalerie Saarbrücken, Heidelberger Kunstverein ; Hetum Gruber;  Hans Gercke;  Bernd Schulz;  Christoph Schreier;  Stadtgalerie Saarbrücken.;  Saarbrücken : Die Stadtgalerie ; Heidelberg : Der Kunstverein, 1994. OCLC 31797281
- Merde : Karikaturen d. Mairevolte, Frankreich 1968 ; Volker Helmut Brandes ; München : Trikont-Verl., 1968. OCLC 73830098

### スペイン語
- La merde époque : los '90 ; Wolf ; Buenos Aires : Libros del Rescoldo, 2005. OCLC 69242419